# Laverne Eve
Laverne Eve, född 16 juni 1965, är en friidrottare från Bahamas. Hon deltog vid olympiska sommarspelen 1988, olympiska sommarspelen 1996, olympiska sommarspelen 2000, olympiska sommarspelen 2004 och olympiska sommarspelen 2008.